# Ала Тарасова
Ала Константиновна Тарасова (рус. Алла Константиновна Тарасова, рођена 6. фебруар [по јулијанском 25. јануар] 1898. у Кијеву – 5. април 1973 Москва) била је главна глумица позоришта Москве уметности Константина Станиславског од краја 1920-их.
Главна улога у делу Ана Карењина (1937) била је њен најсјајнији успех. Наишла је на мешовите критике као Катерина у екранској верзији Островског Олује (1934) и као Катарина I у филму Петар Велики (1937). Тарасова је гостовала на многим међународним признањима у Лондону и Сједињеним Државама са Московским уметничким позориштем у периоду од 1922. до 1924. године. Примила је пет стаљинских државних награда (1941, два пута 1946, 1947 и 1949), два Ордена Лењина и почасну титулу Народни уметник СССР-а 1937.
Тарасова се придружила Комунистичкој партији 1954. године, иако је већ 1952. године била изабрана у Врховном совјету Совјетског Савеза. Била је заменик Врховног совјета до 1960. године и добила је титулу Хероја социјалистичког рада нешто пре њене смрти 1973.
Тарасова је умрла 5. априла 1973. године и сахрањена је на Веденскоје гробљу.
Године 1975. именован је један брод по њој - МВ Ала Тарасова.

## Одабрана филмографија
- Раскољников (1923)
- Олуја (1934)
- Петар Први (1937)
- Крив без кривице (1945)
- На тај дан (1952)
- Ана Карењина (1953)
- Дуг и срећан живот (1966)